# فرناندا فریرا
فرناندا فریرا (به انگلیسی: Fernanda Ferreira) (زاده ۱۰ ژانویه ۱۹۸۰) بازیکن تیم ملی والیبال زنان برزیل است.
او به همراه تیم ملی برزیل مدال طلا المپیک ۲۰۱۲ لندن را به دست آورد.